# Krzysztof Buczkowski
Krzysztof Buczkowski (ur. 30 kwietnia 1986 w Grudziądzu) – polski żużlowiec.

## Życiorys

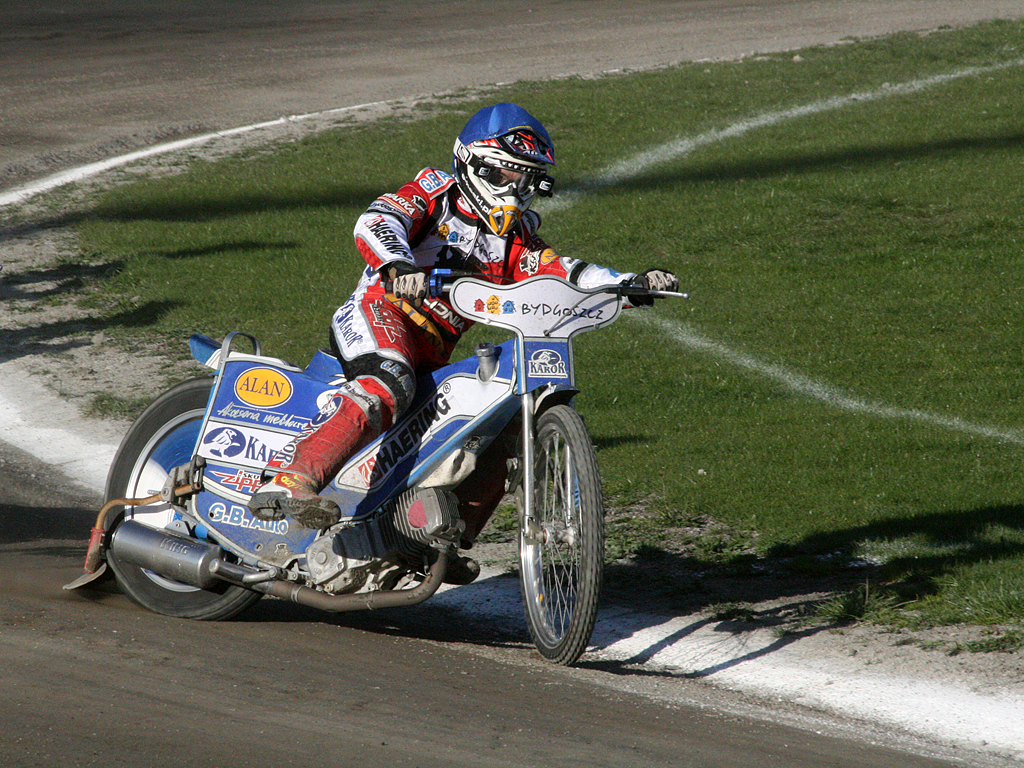
Buczkowski w 2009 podczas spotkania Polonii Bydgoszcz z Unibaksem Toruń

Egzamin licencyjny zdał w 2002 r. na torze w Pile, w barwach grudziądzkiego GKM-u, którego barw bronił do 2004 r. Od 2005 r. reprezentował Polonię Bydgoszcz, w której startował do końca sezonu 2009, będąc jednym z filarów zespołu. W 2007 r. wraz z zespołem Polonii spadł do 1 ligi. W kolejnym sezonie (2008) debiutował w roli seniora, zdobywając w Rybniku 10+2 pkt, natomiast podczas meczu w Bydgoszczy 12 pkt. Po słabym sezonie 2009, przeniósł się do klubu, w którym się wychował, czyli do GTŻ-u Grudziądz. Tam został mianowany kapitanem drużyny. W latach 2012–2013 ponownie reprezentował barwy Polonii Bydgoszcz, następnie w sezonie 2014 – Unii Tarnów. W latach 2015–2020 powrócił do macierzystego GKM-u Grudziądz. W sezonie 2021 był reprezentantem Motoru Lublin. W sezonach 2022-2023 występował w zespole Falubaz Zielona Góra. Od sezonu 2024 został ponownie zawodnikiem Polonii Bydgoszcz, do której wrócił po 11 latach przerwy. 24 września 2024 roku podpisał nową umowę z Polonią Bydgoszcz na sezony 2025-2026.

## Osiągnięcia

### Starty w Grand Prix (indywidualnych mistrzostwach świata na żużlu)

#### Punkty w poszczególnych zawodachGrand Prix
| Sezon 2008                   |                       |                       |                      |                                |                                 |                          |                      |                       |                     |                        |                   |         |         |         |         |         |         |         |         |         |         |        |        |        |        |        |        |        |        |        |        |        |   |   |   |   |   |   |   |   |   |   |
| GP Słowenii – Krško          | GP Europy – Leszno    | GP Szwecji – Göteborg | GP Danii – Kopenhaga | GP Wielkiej Brytanii – Cardiff | GP Czech – Praga                | GP Skandynawii – Målilla | GP Łotwy – Dyneburg  | GP Polski – Bydgoszcz | GP Włoch – Lonigo   | GP Finał – Bydgoszcz   | miejsce           | miejsce | miejsce | miejsce | miejsce | miejsce | miejsce | miejsce | miejsce | miejsce | miejsce | punkty | punkty | punkty | punkty | punkty | punkty | punkty | punkty | punkty | punkty | punkty |   |   |   |   |   |   |   |   |   |   |
| –                            | –                     | –                     | –                    | –                              | –                               | –                        | –                    | 1                     | –                   | –                      | 27                | 27      | 27      | 27      | 27      | 27      | 27      | 27      | 27      | 27      | 27      | 1      | 1      | 1      | 1      | 1      | 1      | 1      | 1      | 1      | 1      | 1      | 1 | 1 | 1 | 1 | 1 | 1 | 1 | 1 | 1 | 1 |
| Sezon 2013                   |                       |                       |                      |                                |                                 |                          |                      |                       |                     |                        |                   |         |         |         |         |         |         |         |         |         |         |        |        |        |        |        |        |        |        |        |        |        |   |   |   |   |   |   |   |   |   |   |
| GP Nowej Zelandii – Auckland | GP Europy – Bydgoszcz | GP Szwecji – Göteborg | GP Czech – Praga     | GP Wielkiej Brytanii – Cardiff | GP Polski – Gorzów Wielkopolski | GP Danii – Kopenhaga     | GP Włoch – Terenzano | GP Łotwy – Dyneburg   | GP Słowenii – Krško | GP Skandynawii – Solna | GP Polski – Toruń | miejsce | miejsce | miejsce | miejsce | miejsce | miejsce | miejsce | miejsce | miejsce | miejsce | punkty | punkty | punkty | punkty | punkty | punkty | punkty | punkty | punkty | punkty |        |   |   |   |   |   |   |   |   |   |   |
| –                            | 6                     | –                     | –                    | –                              | –                               | –                        | –                    | –                     | –                   | –                      | –                 | 21      | 21      | 21      | 21      | 21      | 21      | 21      | 21      | 21      | 21      | 6      | 6      | 6      | 6      | 6      | 6      | 6      | 6      | 6      | 6      |        |   |   |   |   |   |   |   |   |   |   |

| Statystyki        | Statystyki |
| ----------------- | ---------- |
| Starty            | 2          |
| Zwycięstwa        | 0          |
| Miejsca na podium | 0          |
| Finalista         | 0          |
| Punkty            | 7          |

### Drużynowy Puchar Świata
| Dzień      | Rok  | Drużyna | Miejscowość | Miejsce         | Skład | Punkty | Biegi       | Zwycięzca |
| ---------- | ---- | ------- | ----------- | --------------- | ----- | ------ | ----------- | --------- |
| 14 lipca   | 2012 | Polska  | Målilla     | 5. (2 w barażu) | [ a ] | 11     | (1,2,3,2,3) | Dania     |
| 14 czerwca | 2015 | Polska  | Vojens      | 3.              | [ b ] | 4 (27) | (1,1,2,0,-) | Szwecja   |

### Drużynowe Mistrzostwa Świata Juniorów
| Dzień       | Rok  | Drużyna | Miejscowość | Miejsce | Skład | Punkty  | Biegi       | Zwycięzca |
| ----------- | ---- | ------- | ----------- | ------- | ----- | ------- | ----------- | --------- |
| 17 września | 2006 | Polska  | Rybnik      | 1.      | [ c ] | 5 (41)  | (1,3,1,-,w) | —         |
| 23 września | 2007 | Polska  | Abensberg   | 1.      | [ d ] | 11 (40) | (2,w,3,3,3) | —         |

### Drużynowe Mistrzostwa Polski
| Sezon | Klub                         | Miejsce | Średnia biegowa | Liga       | Zwycięzca ligi               | Mistrz Polski                    |
| ----- | ---------------------------- | ------- | --------------- | ---------- | ---------------------------- | -------------------------------- |
| 2002  | GKM Grudziądz                | 8.      | 0,455           | I liga     | ZKŻ Quick-mix Zielona Góra   | Polonia Bydgoszcz                |
| 2003  | GTŻ Primus Grudziądz         | 1.      | 1,667           | II liga    | —                            | Top Secret Włókniarz Częstochowa |
| 2004  | Kunter GTŻ Grudziądz         | 5.      | 1,851           | I liga     | Lotos Gdańsk                 | Unia Tarnów                      |
| 2005  | Budlex Polonia Bydgoszcz     | 2.      | 1,075           | Ekstraliga | Unia Tarnów                  | Unia Tarnów                      |
| 2006  | Budlex Polonia Bydgoszcz     | 3.      | 1,687           | Ekstraliga | Atlas Wrocław                | Atlas Wrocław                    |
| 2007  | Polonia Bydgoszcz            | 8.      | 1,446           | Ekstraliga | Unia Leszno                  | Unia Leszno                      |
| 2008  | Polonia Bydgoszcz            | 1.      | 1,904           | I liga     | —                            | Unibax Toruń                     |
| 2009  | Polonia Bydgoszcz            | 4.      | 1,233           | Ekstraliga | Falubaz Zielona Góra         | Falubaz Zielona Góra             |
| 2010  | GTŻ Grudziądz                | 5.      | 2,158           | I liga     | Marma Hadykówka Rzeszów      | Unia Leszno                      |
| 2011  | GTŻ Grudziądz                | 4.      | 2,294           | I liga     | Polonia Bydgoszcz            | Stelmet Falubaz Zielona Góra     |
| 2012  | Polonia Bydgoszcz            | 6.      | 1,906           | Ekstraliga | Azoty Tauron Tarnów          | Azoty Tauron Tarnów              |
| 2013  | Polonia Bydgoszcz            | 9.      | 1,652           | Ekstraliga | Stelmet Falubaz Zielona Góra | Stelmet Falubaz Zielona Góra     |
| 2014  | Grupa Azoty Unia Tarnów      | 3.      | 1,714           | Ekstraliga | Stal Gorzów Wielkopolski     | Stal Gorzów Wielkopolski         |
| 2015  | MRGARDEN GKM Grudziądz       | 8.      | 1,792           | Ekstraliga | Fogo Unia Leszno             | Fogo Unia Leszno                 |
| 2016  | MRGARDEN GKM Grudziądz       | 5.      | 1,859           | Ekstraliga | Stal Gorzów Wielkopolski     | Stal Gorzów Wielkopolski         |
| 2017  | MRGARDEN GKM Grudziądz       | 6.      | 1,929           | Ekstraliga | Fogo Unia Leszno             | Fogo Unia Leszno                 |
| 2018  | MRGARDEN GKM Grudziądz       | 6.      | 1,537           | Ekstraliga | Fogo Unia Leszno             | Fogo Unia Leszno                 |
| 2019  | MRGARDEN GKM Grudziądz       | 5.      | 1,797           | Ekstraliga | Fogo Unia Leszno             | Fogo Unia Leszno                 |
| 2020  | MRGARDEN GKM Grudziądz       | 7.      | 1,098           | Ekstraliga | Fogo Unia Leszno             | Fogo Unia Leszno                 |
| 2021  | Motor Lublin                 | 2.      | 1,296           | Ekstraliga | Betard Sparta Wrocław        | Betard Sparta Wrocław            |
| 2022  | Stelmet Falubaz Zielona Góra | 2.      | 2,043           | I liga     | Wilki Krosno                 | Motor Lublin                     |
| 2023  | Enea Falubaz Zielona Góra    | 1.      | 2,268           | I liga     | Enea Falubaz Zielona Góra    | Motor Lublin                     |
| 2024  | Abramczyk Polonia Bydgoszcz  | 2.      | 2,351           | I liga     | ROW Rybnik                   |                                  |

### Indywidualne Mistrzostwa Polski
| Sezon | Dzień                          | Miejscowość              | Miejsce                    | Punkty                     | Biegi                               | Klub                         | Zwycięzca          |
| ----- | ------------------------------ | ------------------------ | -------------------------- | -------------------------- | ----------------------------------- | ---------------------------- | ------------------ |
| 2004  | 15 sierpnia                    | Częstochowa              | 11. miejsce w ćwierćfinale | 11. miejsce w ćwierćfinale | 11. miejsce w ćwierćfinale          | Kunter GTŻ Grudziądz         | Grzegorz Walasek   |
| 2005  | 15 sierpnia                    | Tarnów                   | 9. miejsce w ćwierćfinale  | 9. miejsce w ćwierćfinale  | 9. miejsce w ćwierćfinale           | Budlex Polonia Bydgoszcz     | Janusz Kołodziej   |
| 2006  | 15 sierpnia                    | Tarnów                   | R1                         | —                          | NS                                  | Budlex Polonia Bydgoszcz     | Tomasz Gollob      |
| 2008  | 9 sierpnia                     | Leszno                   | 8. miejsce w ćwierćfinale  | 8. miejsce w ćwierćfinale  | 8. miejsce w ćwierćfinale           | Polonia Bydgoszcz            | Adam Skórnicki     |
| 2009  | 25 lipca                       | Toruń                    | 11. miejsce w półfinale    | 11. miejsce w półfinale    | 11. miejsce w półfinale             | Polonia Bydgoszcz            | Tomasz Gollob      |
| 2010  | 18 września                    | Zielona Góra             | 13.                        | 6                          | (2,0,2,1,1)                         | GTŻ Grudziądz                | Janusz Kołodziej   |
| 2011  | 3 września                     | Leszno                   | 11. miejsce w półfinale    | 11. miejsce w półfinale    | 11. miejsce w półfinale             | GTŻ Grudziądz                | Jarosław Hampel    |
| 2012  | 15 sierpnia                    | Zielona Góra             | 3.                         | 11+2                       | (3,3,0,3,2)+2                       | Polonia Bydgoszcz            | Tomasz Jędrzejak   |
| 2013  | 6 października                 | Tarnów                   | 14. miejsce w półfinale    | 14. miejsce w półfinale    | 14. miejsce w półfinale             | Polonia Bydgoszcz            | Janusz Kołodziej   |
| 2014  | 14 sierpnia                    | Zielona Góra             | 12.                        | 6                          | (2,2,1,1,0)                         | Grupa Azoty Unia Tarnów      | Krzysztof Kasprzak |
| 2015  | 5 lipca                        | Gorzów Wielkopolski      | 10.                        | 6                          | (2,1,1,w,2)                         | MRGARDEN GKM Grudziądz       | Maciej Janowski    |
| 2016  | 1 lipca                        | Leszno                   | 9.                         | 7                          | (1,1,1,1,3)                         | MRGARDEN GKM Grudziądz       | Patryk Dudek       |
| 2017  | 2 lipca                        | Gorzów Wielkopolski      | 12.                        | 6                          | (2,u,3,w,1)                         | MRGARDEN GKM Grudziądz       | Szymon Woźniak     |
| 2018  | 4 sierpnia                     | Leszno                   | 10. miejsce w półfinale    | 10. miejsce w półfinale    | 10. miejsce w półfinale             | MRGARDEN GKM Grudziądz       | Piotr Pawlicki     |
| 2019  | 14 lipca                       | Leszno                   | 10. miejsce w półfinale    | 10. miejsce w półfinale    | 10. miejsce w półfinale             | MRGARDEN GKM Grudziądz       | Janusz Kołodziej   |
| 2020  | 7 września                     | Leszno                   | nie startował              | nie startował              | nie startował                       | MRGARDEN GKM Grudziądz       | Maciej Janowski    |
| 2021  | 11 lipca                       | Leszno                   | 8. miejsce w półfinale     | 8. miejsce w półfinale     | 8. miejsce w półfinale              | Motor Lublin                 | Bartosz Zmarzlik   |
| 2022  | 9 lipca 15 sierpnia 5 września | Grudziądz Krosno Rzeszów | 14.                        | 0 8 3                      | (0) (1,3,2,1,1) (2,0,1)             | Stelmet Falubaz Zielona Góra | Bartosz Zmarzlik   |
| 2023  | 8 czerwca 16 lipca 4 września  | Rzeszów Piła Łódź        | 9.                         | 6 7                        | (1,2,1,1,1) (2,1,2,1,0) (3,2,1,0,1) | Enea Falubaz Zielona Góra    | Bartosz Zmarzlik   |
| 2024  | 6 lipca 27 lipca 10 sierpnia   | Łódź Bydgoszcz Lublin    | 13.                        | 0 6 8                      | (0,0,0,w,0) (3,d,w,2,1) (2,2,0,1,3) | Abramczyk Polonia Bydgoszcz  | Maciej Janowski    |

### Indywidualne Mistrzostwa Świata Juniorów
| Sezon | Dzień      | Miejscowość         | Miejsce                 | Punkty                  | Biegi                   | Klub                     | Zwycięzca        |
| ----- | ---------- | ------------------- | ----------------------- | ----------------------- | ----------------------- | ------------------------ | ---------------- |
| 2006  | 2 września | Terenzano           | 12. miejsce w półfinale | 12. miejsce w półfinale | 12. miejsce w półfinale | Budlex Polonia Bydgoszcz | Karol Ząbik      |
| 2007  | 9 września | Ostrów Wielkopolski | 15. miejsce w półfinale | 15. miejsce w półfinale | 15. miejsce w półfinale | Polonia Bydgoszcz        | Emil Sajfutdinow |

### Indywidualne Mistrzostwa Europy Juniorów
| Sezon | Dzień       | Miejscowość | Miejsce | Punkty | Biegi         | Klub                     | Zwycięzca        |
| ----- | ----------- | ----------- | ------- | ------ | ------------- | ------------------------ | ---------------- |
| 2003  | 20 września | Pocking     | 12.     | 5      | (1,2,1,1,u)   | GTŻ Primus Grudziądz     | Kenneth Bjerre   |
| 2004  | 28 sierpnia | Rybnik      | 9.      | 6      | (0,2,2,2,0)   | Kunter GTŻ Grudziądz     | Antonio Lindbäck |
| 2005  | 20 sierpnia | Mšeno       | 6.      | 10+0   | (1,3,2,2,2)+0 | Budlex Polonia Bydgoszcz | Karol Ząbik      |

### Indywidualne Międzynarodowe Mistrzostwa Ekstraligi
| Sezon | Dzień      | Miejscowość | Miejsce | Punkty | Biegi       | Klub                   | Zwycięzca       |
| ----- | ---------- | ----------- | ------- | ------ | ----------- | ---------------------- | --------------- |
| 2015  | 2 sierpnia | Leszno      | 12.     | 7      | (1,2,1,1,2) | MRGARDEN GKM Grudziądz | Grigorij Łaguta |

### Młodzieżowe Indywidualne Mistrzostwa Polski
| Sezon | Dzień          | Miejscowość | Miejsce                | Punkty                 | Biegi                  | Klub                     | Zwycięzca         |
| ----- | -------------- | ----------- | ---------------------- | ---------------------- | ---------------------- | ------------------------ | ----------------- |
| 2004  | 8 lipca        | Piła        | 8. miejsce w półfinale | 8. miejsce w półfinale | 8. miejsce w półfinale | Kunter GTŻ Grudziądz     | Janusz Kołodziej  |
| 2005  | 2 października | Toruń       | 11.                    | 6                      | (1,1,2,0,2)            | Budlex Polonia Bydgoszcz | Adrian Miedziński |
| 2006  | 5 sierpnia     | Toruń       | 5.                     | 11                     | (2,3,1,2,3)            | Budlex Polonia Bydgoszcz | Karol Ząbik       |

### Złoty Kask
| Sezon | Dzień           | Miejscowość         | Miejsce                   | Punkty                    | Biegi                     | Klub                     | Zwycięzca           |
| ----- | --------------- | ------------------- | ------------------------- | ------------------------- | ------------------------- | ------------------------ | ------------------- |
| 2006  | 8 czerwca       | Częstochowa         | 12.                       | 5                         | (2,0,2,1,0)               | Budlex Polonia Bydgoszcz | Tomasz Gollob       |
| 2009  | 30 kwietnia     | Zielona Góra        | —                         | —                         | NS                        | Polonia Bydgoszcz        | Janusz Kołodziej    |
| 2011  | 24 kwietnia     | Toruń               | 11.                       | 5                         | (3,1,0,1,d)               | GTŻ Grudziądz            | Adrian Miedziński   |
| 2012  | 5 maja          | Gorzów Wielkopolski | 8.                        | 10                        | (2,3,2,1,2)               | Polonia Bydgoszcz        | Piotr Pawlicki      |
| 2013  | 25 kwietnia     | Rawicz              | 5.                        | 10+1                      | (1,3,3,0,3)+1             | Polonia Bydgoszcz        | Maciej Janowski     |
| 2014  | 12 października | Rawicz              | 5.                        | 9+3                       | (3,2,2,0,2)+3             | Grupa Azoty Unia Tarnów  | Przemysław Pawlicki |
| 2015  | 14 kwietnia     | Lublin              | 7. miejsce w eliminacjach | 7. miejsce w eliminacjach | 7. miejsce w eliminacjach | GKM Grudziądz            | Przemysław Pawlicki |
| 2016  | 25 kwietnia     | Tarnów              | 7.                        | 5                         | (1,1,3)                   | MRGARDEN GKM Grudziądz   | Patryk Dudek        |
| 2017  | 20 kwietnia     | Zielona Góra        | 8. miejsce w eliminacjach | 8. miejsce w eliminacjach | 8. miejsce w eliminacjach | MRGARDEN GKM Grudziądz   | Przemysław Pawlicki |
| 2018  | 19 kwietnia     | Piła                | 6.                        | 10+0                      | (2,3,2,2,1)+0             | MRGARDEN GKM Grudziądz   | Jarosław Hampel     |
| 2019  | 11 października | Gdańsk              | 13.                       | 6                         | (2,2,u,2,0)               | MRGARDEN GKM Grudziądz   | Krzysztof Kasprzak  |
| 2020  | 27 lipca        | Bydgoszcz           | 14.                       | 4                         | (2,0,1,1,0)               | MRGARDEN GKM Grudziądz   | Bartosz Zmarzlik    |

### Srebrny Kask
| Sezon | Dzień          | Miejscowość  | Miejsce | Punkty | Biegi       | Klub                     | Zwycięzca           |
| ----- | -------------- | ------------ | ------- | ------ | ----------- | ------------------------ | ------------------- |
| 2003  | 5 września     | Bydgoszcz    | 6.      | 8      | (1,0,1,3,3) | GTŻ Primus Grudziądz     | Robert Miśkowiak    |
| 2004  | 3 września     | Zielona Góra | 9.      | 6      | (2,0,2,0,2) | Kunter GTŻ Grudziądz     | Adrian Miedziński   |
| 2005  | 14 lipca       | Tarnów       | 9.      | 7      | (3,2,0,1,1) | Budlex Polonia Bydgoszcz | Janusz Kołodziej    |
| 2006  | 24 sierpnia    | Zielona Góra | 4.      | 10     | (3,3,2,d,2) | Budlex Polonia Bydgoszcz | Karol Ząbik         |
| 2007  | 9 października | Rybnik       | 11.     | 6      | (w,0,2,2,2) | Polonia Bydgoszcz        | Marcin Jędrzejewski |

### Brązowy Kask
| Sezon | Dzień       | Miejscowość  | Miejsce | Punkty | Biegi         | Klub                     | Zwycięzca          |
| ----- | ----------- | ------------ | ------- | ------ | ------------- | ------------------------ | ------------------ |
| 2003  | 25 lipca    | Toruń        | 5.      | 10     | (1,2,2,2,3)   | GTŻ Primus Grudziądz     | Janusz Kołodziej   |
| 2004  | 29 lipca    | Lublin       | 3.      | 13+w   | (3,3,2,2,3)+w | Kunter GTŻ Grudziądz     | Adrian Miedziński  |
| 2005  | 25 sierpnia | Zielona Góra | 8.      | 7      | (1,w,d,3,3)   | Budlex Polonia Bydgoszcz | Patryk Pawlaszczyk |

### Mistrzostwa Polski Par Klubowych
| Dzień           | Rok  | Klub                    | Miejscowość         | Skład | Miejsce | Punkty      | Biegi           | Zwycięzca                            |
| --------------- | ---- | ----------------------- | ------------------- | ----- | ------- | ----------- | --------------- | ------------------------------------ |
| 30 lipca        | 2004 | GTŻ Kunter Grudziądz    | Toruń               | [ e ] | 4.      | 1 (17)      | (–,–,1,–,–,0)   | Apator Adriana Toruń                 |
| 17 września     | 2009 | Polonia Bydgoszcz       | Leszno              | [ f ] | 5.      | 8 (17)      | (2,2,–,1,2,1)   | Falubaz Zielona Góra                 |
| 19 października | 2014 | Grupa Azoty Unia Tarnów | Gorzów Wielkopolski | [ g ] | 3.      | 9 (19)      | (1,0,3,3,1,1)   | Stal Gorzów Wielkopolski             |
| 23 lipca        | 2017 | MrGarden GKM Grudziądz  | Ostrów Wielkopolski | [ h ] | 3.      | 12+3 (20+3) | (2,3,2,3,2,d)+3 | Cash Broker Stal Gorzów Wielkopolski |

### Młodzieżowe Mistrzostwa Polski Par Klubowych
| Dzień       | Rok  | Klub                     | Miejscowość         | Skład | Miejsce | Punkty  | Biegi         | Zwycięzca                   |
| ----------- | ---- | ------------------------ | ------------------- | ----- | ------- | ------- | ------------- | --------------------------- |
| 26 maja     | 2005 | Budlex Polonia Bydgoszcz | Gorzów Wielkopolski | [ i ] | 6.      | 6 (13)  | (0,3,1,1,1,–) | Unia Leszno                 |
| 29 września | 2006 | Budlex Polonia Bydgoszcz | Tarnów              | [ j ] | 2.      | 14 (24) | (2,2,1,3,3,3) | Marma Polskie Folie Rzeszów |

### Turniej o Koronę Bolesława Chrobrego – Pierwszego Króla Polski
| Sezon | Dzień       | Miejscowość | Miejsce | Punkty | Biegi           | Klub                   | Zwycięzca           |
| ----- | ----------- | ----------- | ------- | ------ | --------------- | ---------------------- | ------------------- |
| 2017  | 1 września  | Gniezno     | 3.      | 13     | (0,3,2,2,2,3,1) | MRGARDEN GKM Grudziądz | Oskar Fajfer        |
| 2019  | 15 sierpnia | Gniezno     | 10.     | 8      | (1,1,2,2,2)     | MRGARDEN GKM Grudziądz | Przemysław Pawlicki |

## Ligi zagraniczne

### Liga szwedzka
| Sezon | Liga       | Klub                   | Miejsce | Mecze | Biegi | Punkty | Bonusy | Razem | Śr. bieg. | Śr. mecz. |
| ----- | ---------- | ---------------------- | ------- | ----- | ----- | ------ | ------ | ----- | --------- | --------- |
| 2012  | Elitserien | Valsarna Hagfors       | 7.      | 11    | 50    | 79     | 6      | 85    | 1,700     | 7,18      |
| 2013  | Elitserien | Eskilstuna Smederna    | 5.      | 14    | 63    | 94     | 7      | 101   | 1,603     | 6,71      |
| 2014  | Elitserien | Dackarna Målilla       | 5.      | 8     | 41    | 63     | 8      | 71    | 1,732     | 7,88      |
| 2015  | Elitserien | Dackarna Målilla       | 4.      | 11    | 48    | 72     | 8      | 80    | 1,667     | 6,55      |
| 2016  | Elitserien | Rospiggarna Hallstavik | 1.      | 6     | 26    | 42     | 7      | 49    | 1,885     | 7,00      |
| 2017  | Elitserien | Piraterna Motala       | 8.      | 6     | 2     | 24     | 1      | 25    | 1,250     | 4,00      |
| 2018  | Elitserien | Eskilstuna Smederna    | 1.      | 18    | 77    | 113    | 21     | 134   | 1,740     | 6,28      |
| 2019  | Elitserien | Västervik Speedway     | 3.      | 14    | 58    | 84     | 12     | 96    | 1,655     | 6,00      |
| 2021  | Elitserien | Eskilstuna Smederna    | 2.      | 2     | 10    | 18     | 2      | 20    | 2,000     | 9,00      |
| 2022  | Elitserien | Masarna Avesta         | 8.      | 13    | 64    | 121    | 5      | 126   | 1,969     | 10,08     |

## Kluby
- Liga polska:
  - GKM Grudziądz (2002–2004, 2010–2011, 2015-2020)
  - Polonia Bydgoszcz (2005–2009, 2012–2013, 2024-)
  - Unia Tarnów (2014)
  - Motor Lublin (2021)
  - Falubaz Zielona Góra (2022-2023)
  - Polonia Bydgoszcz (2024)
- Liga szwedzka:
  - Indianerna Kumla; 2005
  - Getingarna Sztokholm; 2006 – do lipca 2006; Allsvenskan (2 mecze, średnia biegowa 2,500)
  - Vargarna Norrköping; od lipca 2006; Elitserien (2 mecze, średnia biegowa 1,800)
  - Smederna Eskilstuna; 2007
- Liga brytyjska:
  - Reading Racers (od sierpnia 2007)